# Vidayanes
Vidayanes és un municipi de la província de Zamora a la comunitat autònoma de Castella i Lleó. El 2023 tenia 82 habitants.